# Bernáth Géza (utazó)
Bernátfalvi Bernáth Géza (1845. – Nizza, 1882. február 8.) utazó.

## Élete
Császári és királyi Követségi titkár volt Lisszabonban, Londonban, Párizsban, Szentpétervárott és Pekingben. E minőségében tagja volt az Osztrák-Magyar Kelet-ázsiai Expedíciónak. A kínai kormánnyal aláírt egyezségokmányt Japánon és az Amerikai Egyesült Államokon keresztülutazva ő hozta haza.

## Művei
- Keletázsiai utazás. Pest, 1873.

Keletázsiai utazásából hozott egyes részleteket a Vasárn. Ujság (1869.), Pesti Napló (1870. esti k. 62–68. sz. Négy hét Pekingben és 1870. 45–48. sz. San-Fanciscótól New-Yorkig) és az Athenaeum Nagy Képes Naptára (1870. A keletázsiai expeditio és a siami birodalom.)